# São Caetano Esporte Clube
O São Caetano Esporte Clube, é um clube poliesportivo, recreativo e social brasileiro com sede no bairro Fundação de São Caetano do Sul (SP). Resultando da uma fusão de dois clubes locais, o Clube dos Amigos e o Rio Branco, o São Caetano EC foi fundado em 1 de maio de 1914. Suas cores são preto e branco. É reconhecido como um dos principais modelos na formação e revelação de jogadoras de voleibol.

## História

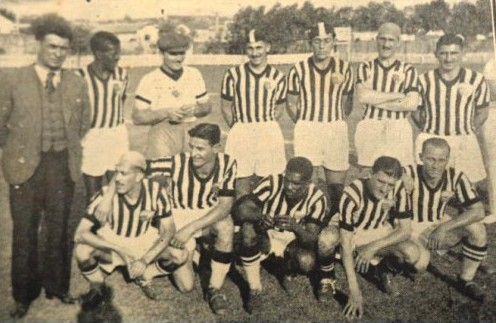
Equipe do São Caetano Esporte Clube (São Caetano do Sul) - 1940

O São Caetano Esporte Clube foi a primeira agremiação da região do Grande ABC e da importante cidade de São Caetano do Sul a disputar a primeira divisão do Campeonato Paulista de Futebol nos anos de 1929–1936, tendo como seu presidente, o diníssimo sr. Luiz Martorelli, um líder autonomista da cidade e, anteriormente, também o técnico campeão e iniciante em todas conquistas; 1936 – 1956/57, com a fusão com o Comercial Futebol Clube, chamando-se então Associação Atlética São Bento por quatro anos.
Nicolino Pucceti era o presidente e o diretor de futebol, sr. Hermógenes Walter Braido o diretor de futebol (depois, entrou para a política, sendo vereador e prefeito da cidade; mas antes, foi o sr. Oswaldo Samuel Massei, ex-deputado e prefeito por duas vezes).
Escalação (alguns dos craques): Maurílio Meloni (grande lateral direito) apelidado de "LiLo" (ex-Ituano e Portuguesa de Desportos), Bota, Nardo, Wlade, Totó (Nelson) e Tostão; Modesto Zé Carlos, Sabará e Esquerdinha. Técnico: sr. reinaldo Zamai(jogador do Ipiranga e Portuguesa de Desportos); depois, sr. Aurélio Bastos (ex-vila Alpina – SP e do Santo André). Totalizou muitas participações, a partir de 1923-1959. Ganharam de clubes considerados "grandes" e históricos do futebol, conforme histórico da Federação Paulista de Futebol Profissional e pelas súmulas das partidas disputadas.
A fusão foi desfeita e o time (esquadrão), criado pelo então senhor Oberdãn de Nicola, diretor da Federação Paulista de Futebol e Capitão do Exército Nacional, passou a se chamar novamente São Caetano Esporte Clube.

## Presidentes
- 2012/2014 - Franer Natera Gonçalves
- 2014/2016 - Gilberto Gil Serrano[2]